# Выдрин, Валентин Феодосьевич
Валенти́н Феодо́сьевич Вы́дрин (род. 6 февраля 1961, д. Белогорка, Ленинградская область) — российский африканист, до 2011 года — заведующий отделом этнографии народов Африки Кунсткамеры, профессор, доктор филологических наук, выпускник кафедры африканистики Восточного факультета СПбГУ, преподаватель Восточного факультета СПбГУ и автор научных работ по языкам манден.
С 2010 года преподаёт во Франции, профессор языков манден в Национальном институте восточных языков и цивилизаций, Париж.

## Основные работы
- И опять — части речи в бамана // Типологические обоснования в грамматике: К 70-летию проф. Храковского В. С. / Под ред. А. П. Володина. — М., 2004.
- Язык бамана: Учебное пособие. — СПб.: СПбГУ, 2008.
- Фонологический тип и именная морфология пра-манде. — СПб., 2001 (дисс.).
- Тональные системы языков манде: Краткий обзор // Вопросы языкознания. — 2003. — № 2.
- К реконструкции фонологического типа и именной морфологии пра-манде // Acta Linguistica Petropolitana — Труды Института лингвистических исследований. — СПб: Наука, 2006. — Том 2, Ч. 2. — С. 9-252.
- Выдрин В. Ф., Томчина С. И. Манден-русский (манинка, бамана) словарь. — СПб: Издательство Дмитрий Буланин, 1999. — Т. 1.